# 영귀

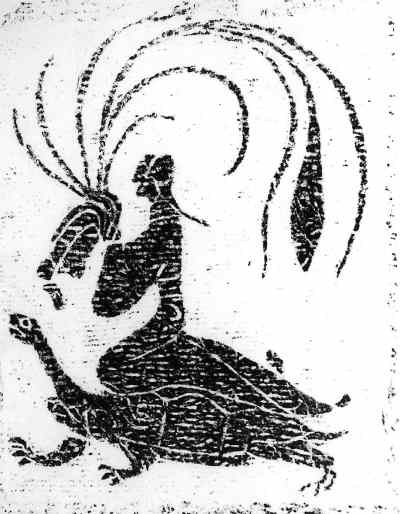
영귀

영귀(靈龜)는 고대 중국의 신화나 전설에 등장하는 상상 속의 동물로, 사령 중 하나이다. 장수(長壽)를 상징하는 신령스러운 동물이다.
동양의 신화에서 거북이가 천년 이상 살면 강대하고 신비스러운 힘을 발휘해 미래의 길흉을 예지할 수 있다고 말해지고 있는데, 영귀도 천년 이상을 산 거북이가 강대한 신비스러운 힘을 얻어서 변이・거대화한 것이라고 여겨진다.

## 같이 보기
- 사신 (신화)
- 사령 (신화)